# Waremme
Waremme (en francés de forma oficial) o Borgworm (en neerlandés) es un municipio belga de la región de Valonia y la Provincia de Lieja, situado en la vega del Geer y el antiguo condado de Hesbaye. Su economía se basa sobre todo en el cultivo de cereales y azúcar

## Geografía
El municipio está ubicada en la región natural de Hesbaye tiene una superficie de 31,04 km² y una población de 15.334 (1 de enero de 2019)

### Secciones del municipio
El municipio comprende los antiguos municipios, que se fusionaron en 1977:
| - Waremme - Bettincourt - Bleret - Bovenistier - Grand-Axhe - Lantermange - Oleye |

## Demografía

### Evolución
Todos los datos históricos relativos al actual municipio, el siguiente gráfico refleja su evolución demográfica, incluyendo municipios después de efectuada la fusión el 1 de enero de 1977.
| Gráfica de evolución demográfica de Verlaine entre 1846 y 2019 |
|                                                                |

## Historia
Se han encontrado restos del neolítico, la edad de bronce y el antiguo imperio romano, cuando se estableció una vía de Bavai a Colonia que pasaba cerca. El asiento medieval de Woromia data de 965. El 5 de febrero de 1078, cedieron Woromia al Principado de Lieja junto con su castillo, cinco molinos y seis cervecerías.

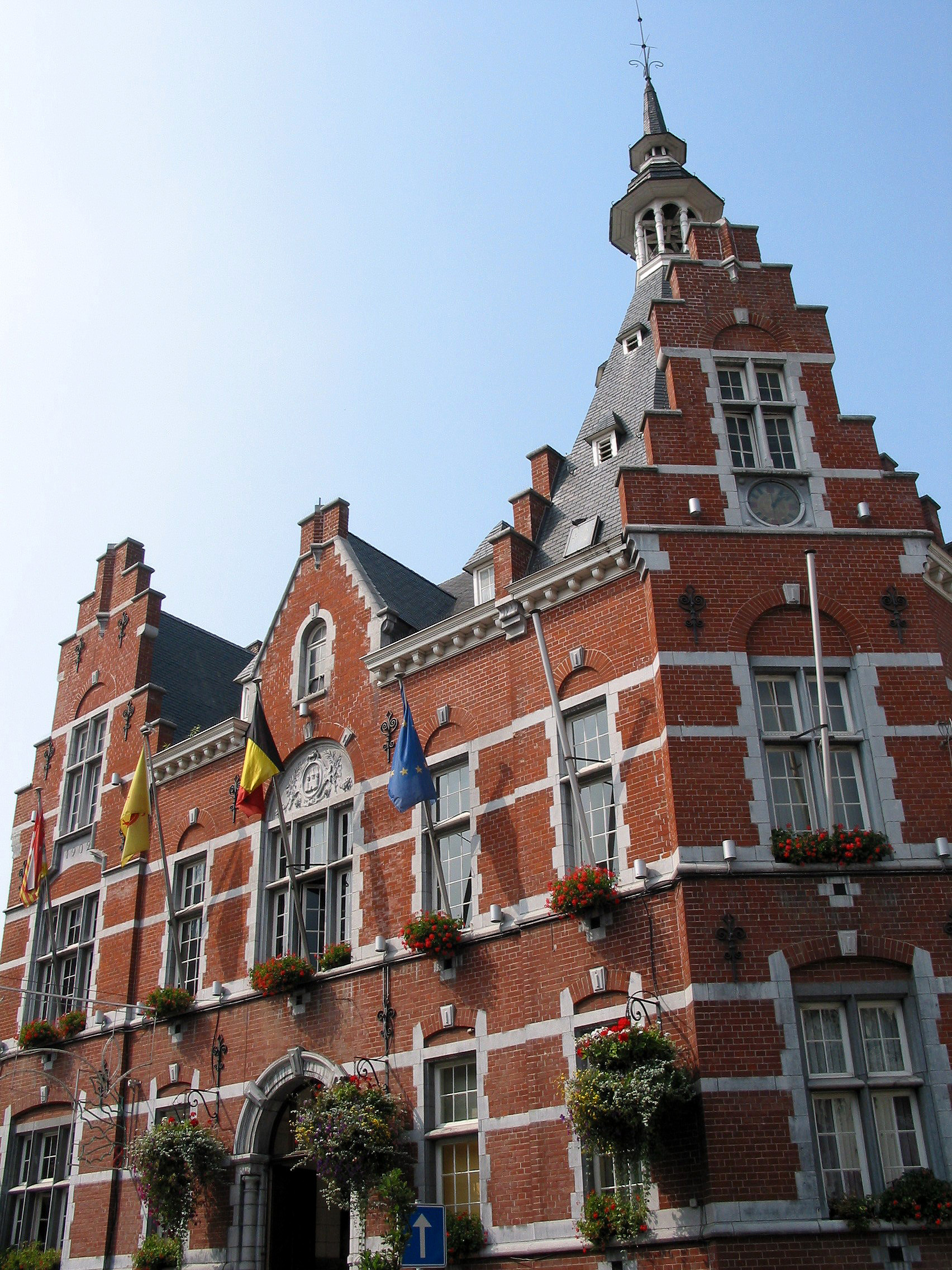
Waremme

  En 1215, con sus 815 habitantes, creció hasta convertirse en ciudad. Su posición fronteriza cabe el Ducado de Brabante, atraía incursiones ducales que provocaron incendios por los que la ciudad hubo de reconstruirse al menos un par de veces. En el sigo XIV, la ciudad construyó una plaza de mercado y un hospital, convirtiéndose en un importante centro regional de comercio y reuniones. 
Durante su con quista del Principado de Lieja, Carlos el Temerario incendió la ciudad nuevamente en 1468.  En el siglo XVI, la ciudad llegó a ser una de las 21 principales ciudades del Príncipe-obispo.  En 1748, un cuarto de la ciudad se incendió, esta vez accidentalmente. En 1792, las tropas de la Revolución Francesa entraron y cerraron convento y tres años más tarde, el Príncipe-obispo fue depuesto y la ciudad pasó a ser francesa. 
El siglo XIX fue próspero, gracias a la llegada del tres de Malinas a Ans y la construcción de dos refinerías azucareras y varias escuelas. La Primera Guerra Mundial no destruyó la ciudad, salvo los muros aledaños. Sin embargo, la Segunda Guerra Mundial, fue peor y se destruyó gran parte de la ciudad, días antes del Día de la Liberación, la ciudad tenía alrededor de 5.000 habitantes.

## Lugares importantes
- Plaza Mayor de 1900.

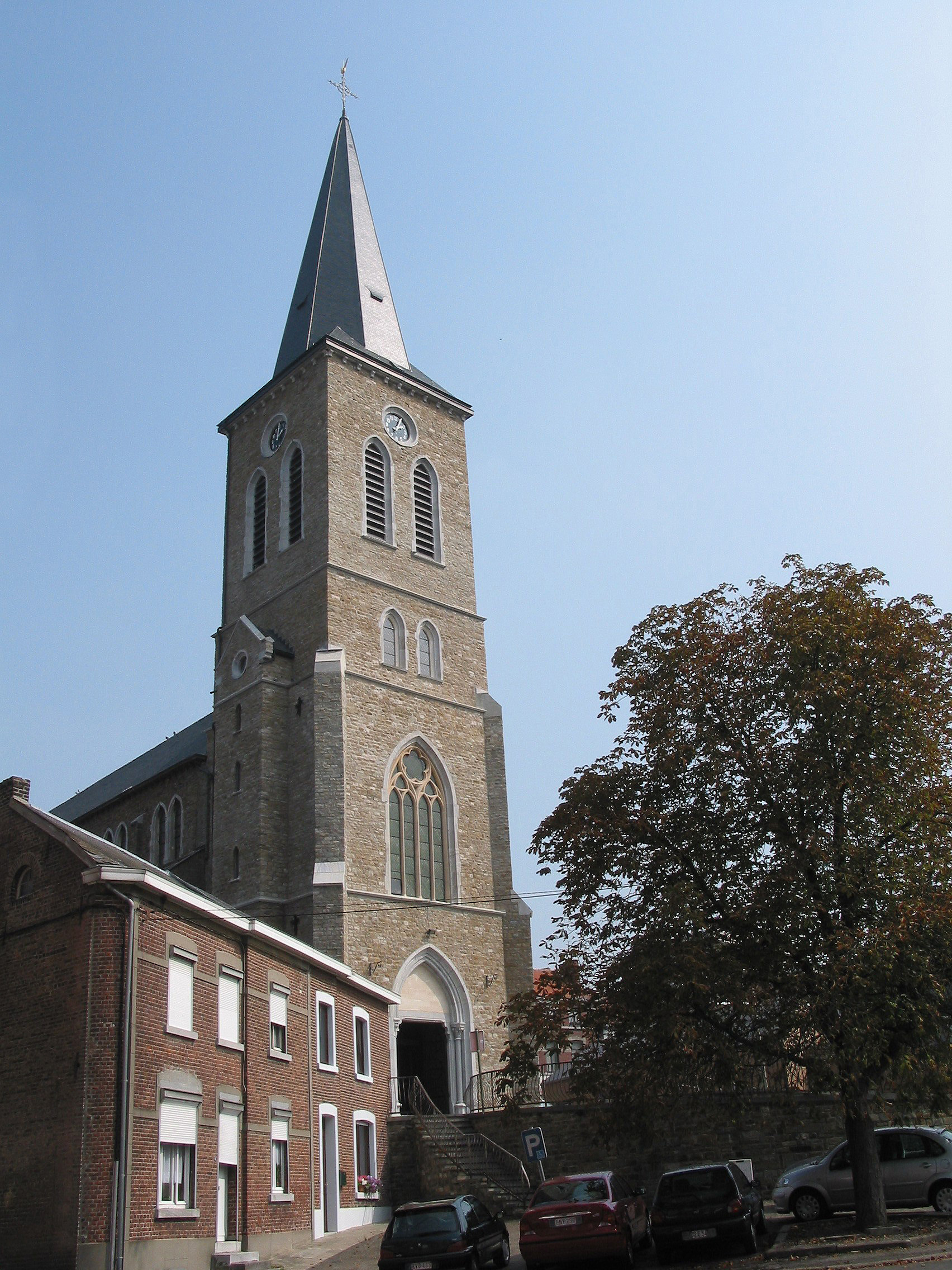
Iglesia principal

- Iglesia principal de 1881 y casas de siglo XIV con motivos bautismales.
- Reserva natural en el territorio de Waremme.

## Nacidos en Waremme
Edmond Leburton, primer ministro belga en los años 1970 (1915–1997)

## Ciudades hermanadas
- Macedonia del Norte: Skopie[2]
- Francia: Gérardmer
- Italia: Gallinaro